# Jonathan Strange i pan Norrell
Jonathan Strange i pan Norrell (ang. Jonathan Strange & Mr Norrell) – powieść fantastyczna, debiut powieściowy angielskiej pisarki Susanny Clarke. Wydana przez wydawnictwo Bloomsbury w 2004 roku.

## Fabuła
Akcja powieści rozgrywa się w czasach napoleońskich (jej tłem historycznym jest konflikt francusko-angielski), jednak świat opisany odbiega od historycznych realiów. Przede wszystkim, w Anglii przetrwała magia – a w zasadzie pamięć o niej, bowiem sztuka ta, choć dalej jest zajęciem godnym dżentelmena, już nie jest uprawiana. Jednak żyjący w odosobnieniu pan Norrel dalej potrafi czynić czary, a jego pomoc okazuje się niezmiernie przydatna w walce Anglików z Napoleonem. Wkrótce dołącza do niego Jonathan Strange, któremu ta sztuka także nie jest obca.

## Analiza
W powieści pojawiają się liczne postaci historyczne, m.in. książę Wellington, król Jerzy III, lord Byron. Napisany w duchu postmodernizmu utwór odwołuje się do wielu dzieł literackich, także fikcyjnych – widoczne jest to zwłaszcza w licznych przypisach. Styl, w którym napisane są niektóre partie utworu, przypomina powieści Jane Austen oraz Thackeraya. 

## Odbiór
Już przed rozpoczęciem sprzedaży książka była rekomendowana przez Neila Gaimana jako najlepsza powieść fantasy ostatnich 70 lat. W 2005 roku  zdobyła nagrodę Hugo w kategorii powieść.

## Polskie wydania
W Polsce powieść ukazała się w 2004 roku nakładem Wydawnictwa Literackiego w tłumaczeniu Małgorzaty Hesko-Kołodzińskiej. Wznowiono ją w 2013 roku nakładem Wydawnictwa Mag w ramach serii Uczta Wyobraźni. W 2023 pojawiło się kolejne wznowienie, wydane z nowym tłumaczeniem. Zostało ono wykonane przez Justynę Gardzińską.

## Ekranizacja
W 2015 BBC stworzyło siedmioodcinkową adaptację o tym samym tytule.